# Konstanty Radziwiłł (ziemianin)
Konstanty Radziwiłł (ur. 15 października 1873 w Towianach, zm. 1944/1945 w Taszkencie ) – książę herbu Trąby, prawnuk Macieja, ziemianin, polityk konserwatywny. Działacz polski na Litwie kowieńskiej .

## Życiorys
Był synem Karola Wilhelma (1848–1904) i Jadwigi Stefanii z Broel-Platerów (1848–1929). W latach 1894–1896 studiował na Politechnice Ryskiej. W czasie studiów został przyjęty w poczet członków korporacji akademickiej „Arkonia”. W 1912 roku ożenił się z Jadwigą z Hołyńskich (1888–1925), z którą miał troje dzieci: Konstantego, Zofię i Marię .
W 1918 współorganizował Związek Ziemian na Litwie, a rok później był doradcą Józefa Piłsudskiego w rozmowach z Litwinami. W wyniku reformy rolnej na Litwie kowieńskiej utracił 90% swoich ziem rodowych (majątku w Towianach). 25 września 1927 zorganizował uroczystości na cześć ks. Janusza Radziwiłła i został honorowym dowódcą 1 pułku huzarów im Ks. Janusza Radziwiłła – formacji wojsk litewskich. W wyniku tej akcji politycznej był oskarżany przez polską prasę za uległość wobec Litwinów, choć w rzeczywistości pozostał polskim patriotą. Był współzałożycielem Związku Bojarów Litewskich (Lietuvių Bajorų Draugija) .
W 1940 roku, po przyłączeniu Litwy do Związku Radzieckiego, Konstanty Radziwiłł stracił rodowe dobra. Czasowo zamieszkał w Pikiliszkach, gdzie podczas paszportyzacji odmówił przyjęcia dokumentu ze zlituanizowanym nazwiskiem. Następnie został wywieziony do Kazachskiej SRR i zamieszkał w Taszkiencie, w którym pracował kolejno jako tłumacz, strażnik w ogrodzie zoologicznym oraz rusznikarz. Zmarł w 1944 lub w 1945 roku (przed sierpniem 1945) w niejasnych okolicznościach i miejscu .